# 11796 Ніренберг
11796 Ніренберг (11796 Nirenberg) — астероїд головного поясу, відкритий 21 лютого 1980 року.
Тіссеранів параметр щодо Юпітера — 3,507.